# フランチェスコ・グアルディ
フランチェスコ・グアルディ（Francesco Guardi、1712年10月5日 - 1793年1月1日）はイタリアの都市景観画(Vedute)や奇想画(Capriccio)や風俗画を描いた画家である。

## 略歴
ヴェネツィアで生まれた。父親のドメニコ・グアルディ(Domenico Guardi : 1678-1716) は北イタリア、トレンティーノ出身の画家で、兄弟のジョヴァンニ・アントニオ(Giovanni Antonio Guardi：1699-1760)と、ニコロ(Nicolò Guardi : 1715-1786)は画家になり、姉のマリア・セシリア(Maria Cecilia:1703-1779)は画家、ジョヴァンニ・バッティスタ・ティエポロと1719年に結婚している。
1735年から1741年まで、都市景観画の描き手でもあるミケーレ・マリエスキ(1710–1744)の工房で学んだ。兄のジョヴァンニ・アントニオが1760年が死去するまでは弟のニコロとともに、兄弟で経営する工房で働き、祭壇画などを描いていた。兄の没後、マリエスキやカナレットに学んだ都市景観画(Vedute)や、「奇想画」(Capriccio)と呼ばれる実在する風景と空想上のものとを組み合わせた都市景観画を主に描き、カナレットも多く描いたヴェネツィアの街を描いて成功した。初めカナレットのような正確な風景描写から、より自由な独自の作風に移り、晩年は風俗画なども描いた。
息子のジャコモ・グアルディ(Giacomo Guardi:1764 – 1835)も都市景観画を描いた画家になった。

## 作品

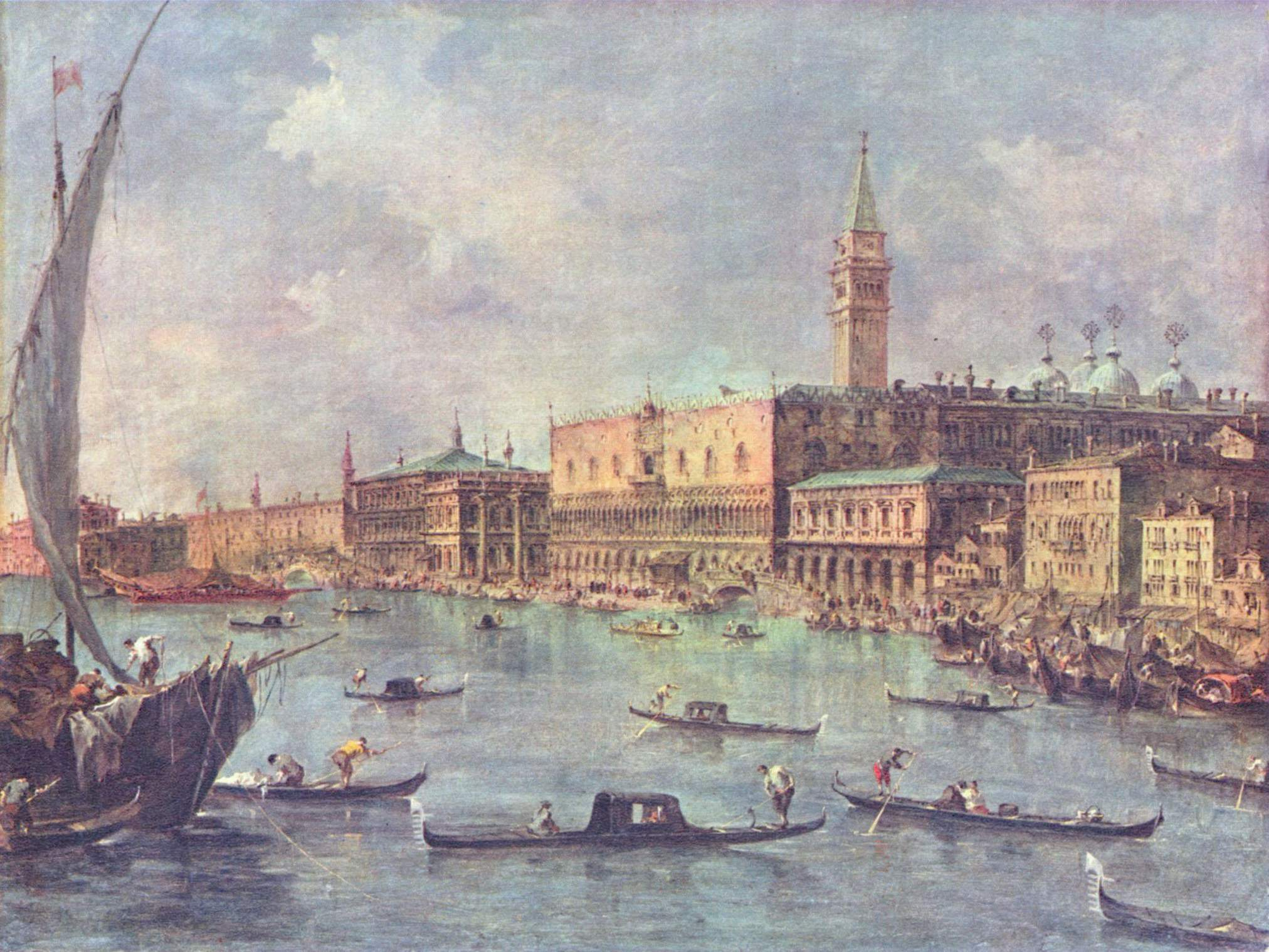
ヴェネツィアのドゥカーレ宮殿
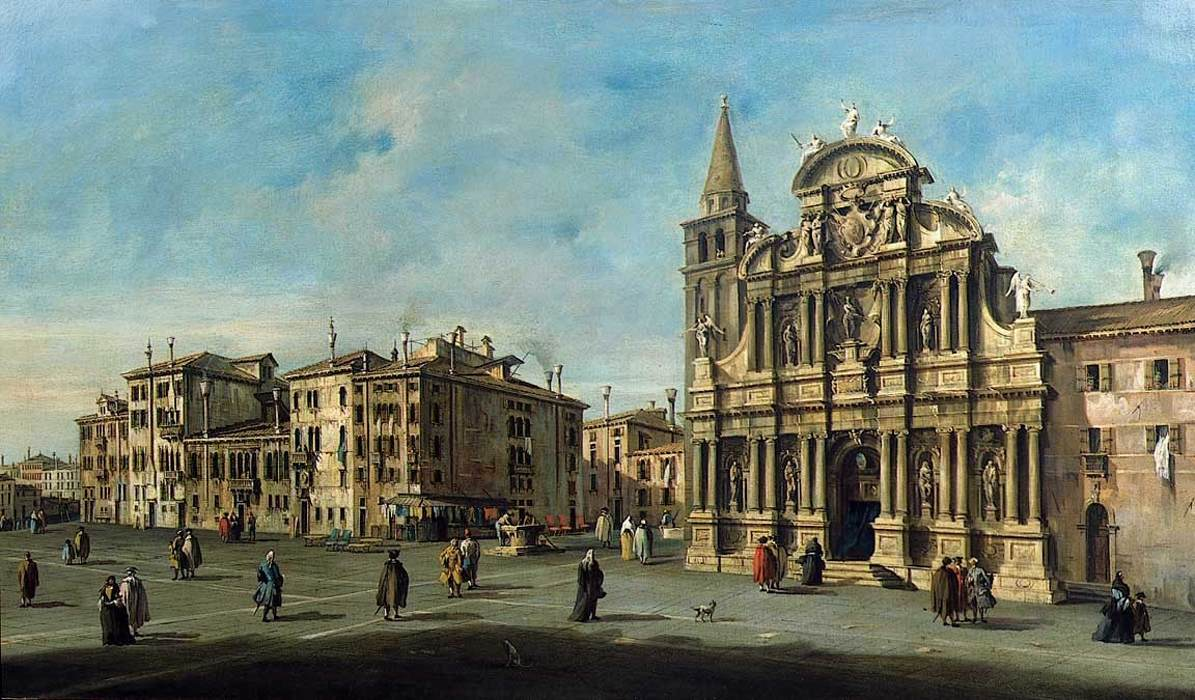
サンタ・マリア・デル・ジッリオ教会
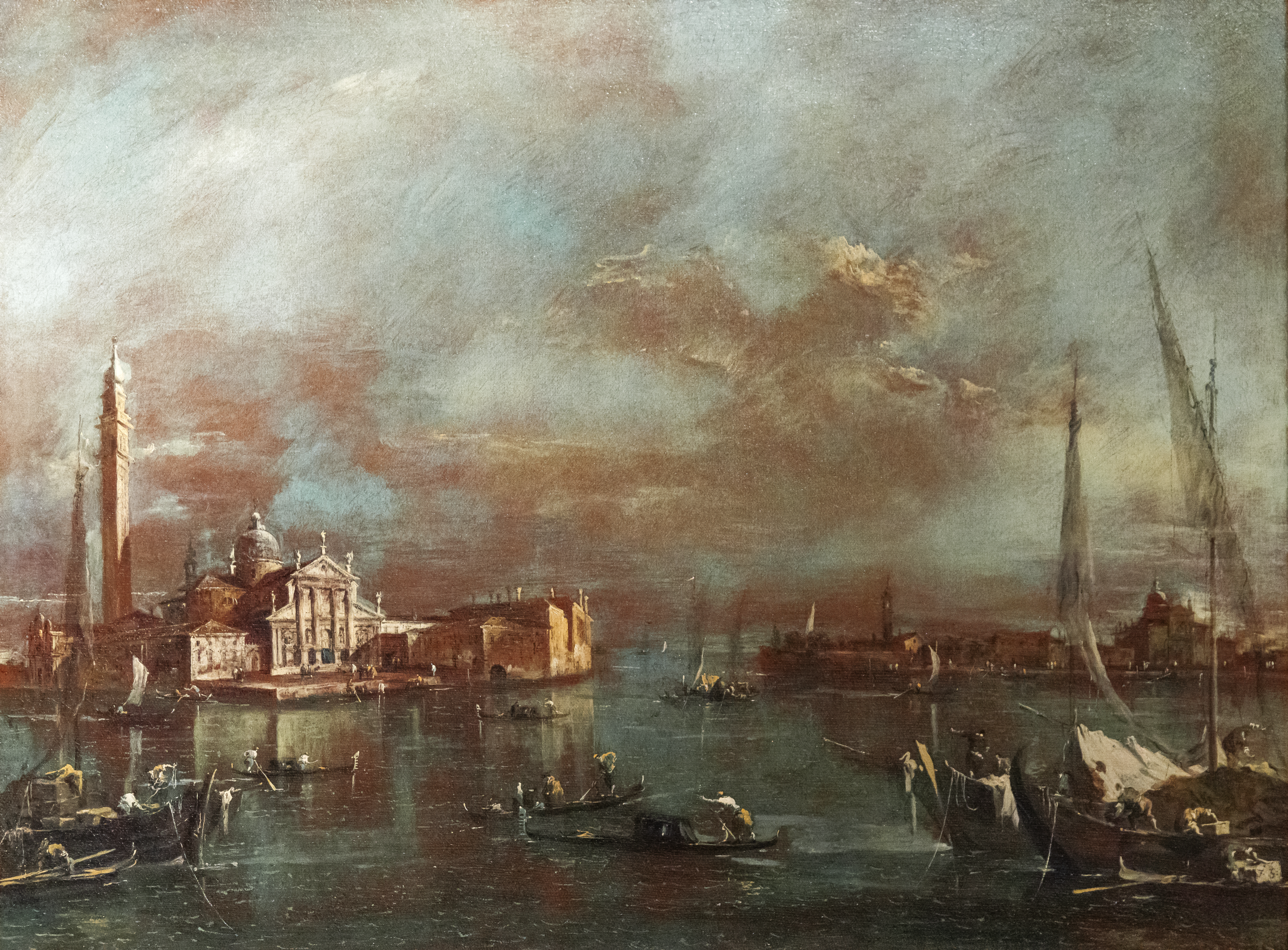
サン マルコ湾(カプリッチョ:奇想画）
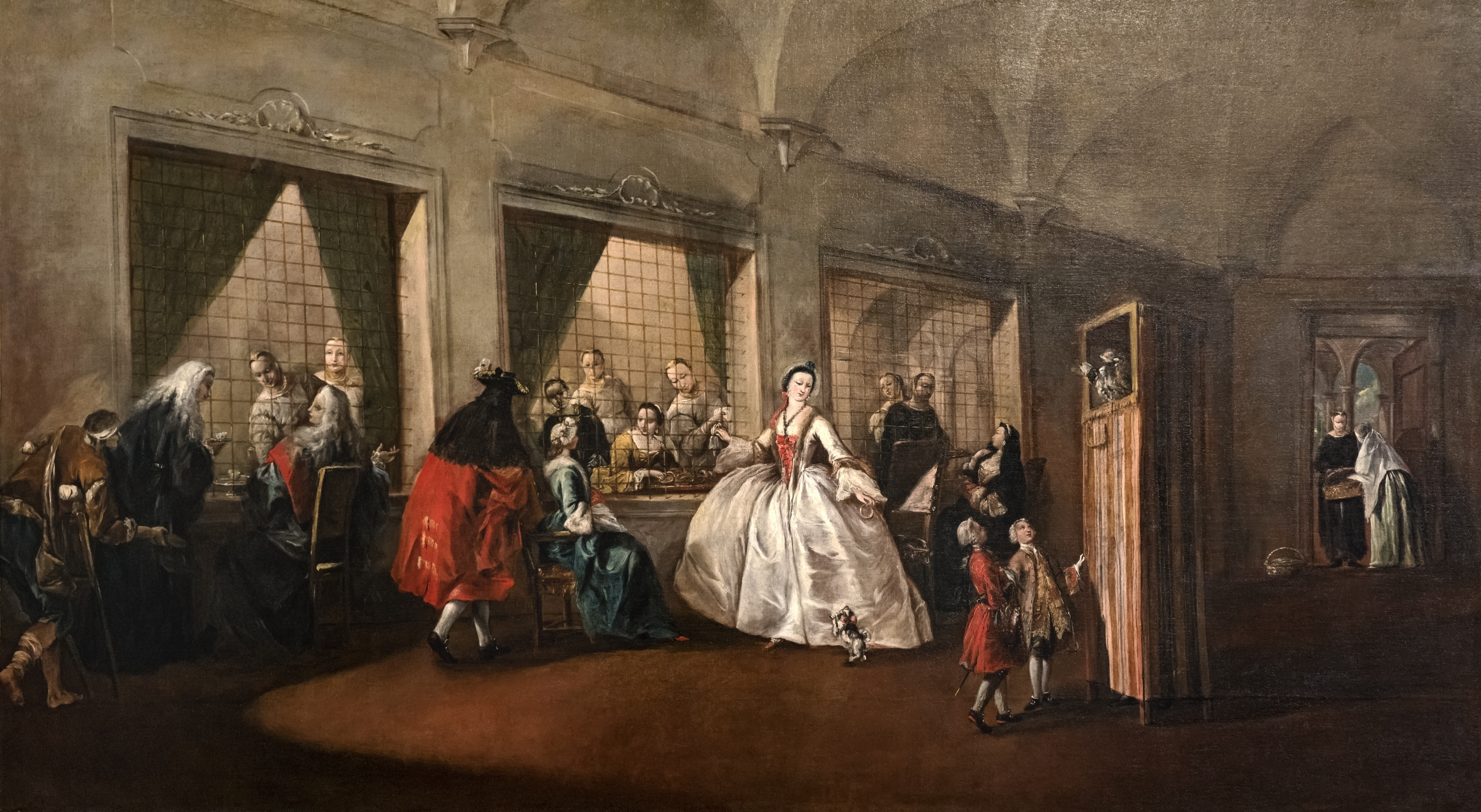
サンザッカリアの修道女の客間
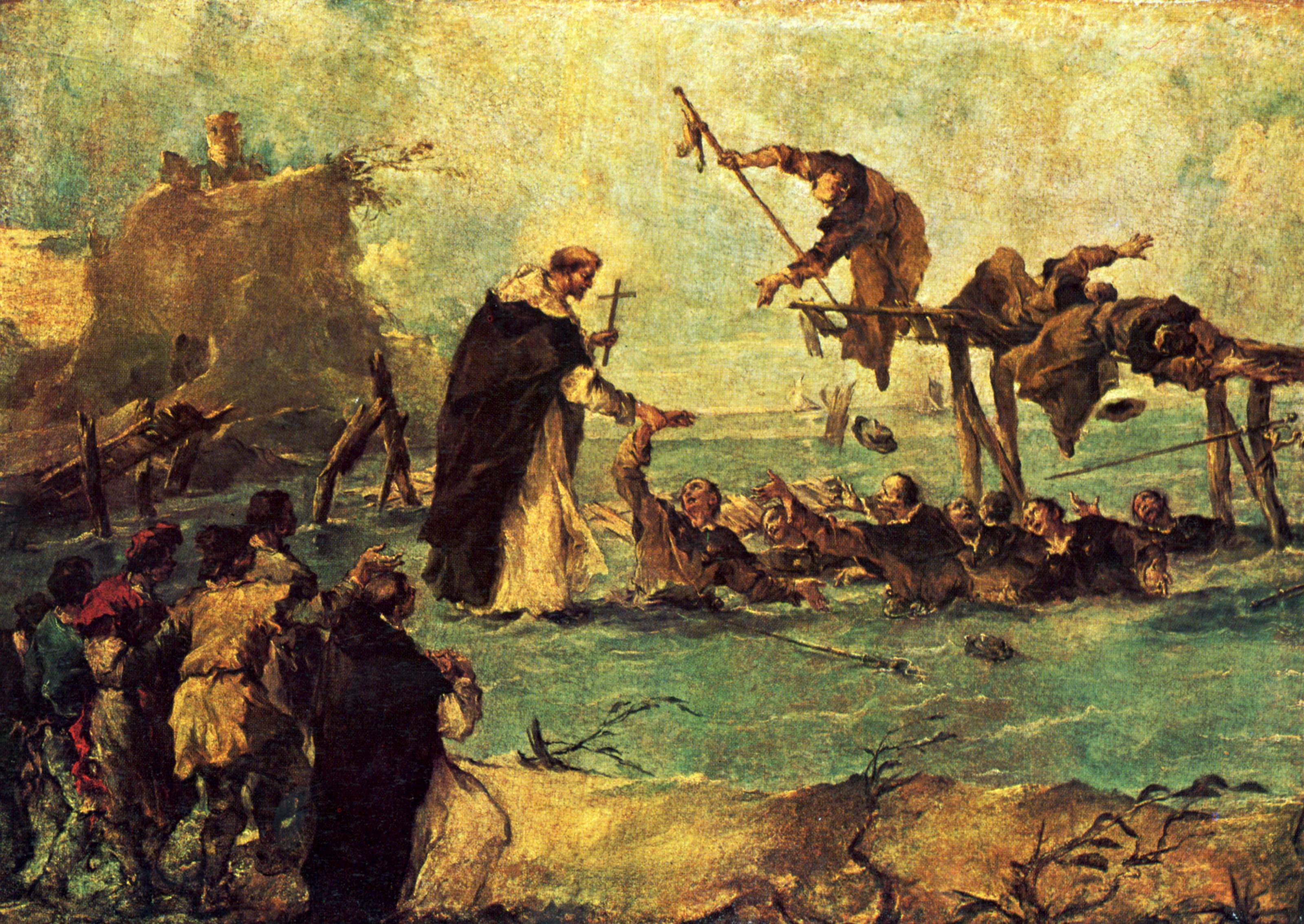
ドミニカの聖人の奇跡(1760/1770)
サン・マルキュオーラの居住地の火災(1789)